# Vasco Puccioni
Vasco Puccioni (Pontedera, 21 giugno 1927 – Pontedera, 3 dicembre 2004) è stato un calciatore italiano, di ruolo terzino.

## Carriera
Crebbe nel Pontedera, con cui militò in Serie C.
Giocò con la Lucchese per due stagioni di Serie A, categoria nella quale conta complessivamente 5 presenze. Il suo esordio in massima serie avvenne il 25 marzo 1951 nella gara Lucchese-Sampdoria (4-0).